# Fouilloy (Oise)
Pour les articles homonymes, voir Fouilloy.
Fouilloy est une commune française située dans le département de l'Oise, en région Hauts-de-France.

## Géographie

### Localisation
Fouilloy est un long village-rue du plateau picard, situé à l'extrémité nord-ouest du département de l'Oise, en bordure du département de la Somme et à proximité immédiate de la Seine-Maritime (à 8 km d'Aumale).
Le village est desservi par la  RD 315, ancienne route nationale 15bis, qui supporte un trafic moyen journalier en mai 2013 de 3 169 véhicules, dont 11,9 % de poids lourds ;

### Géographie physique

#### Relief, paysage, végétation
En 1850, Louis Graves indiquait « la plus grande partie du territoire forme une large saillie vers le département de la Somme. L'ensemble constitue une plaine horizontale donnant naissance, vers le nord, à un ravin, rattaché au bassin de la Somme, et vers l'ouest, à un autre ravin qu'on doit considérer comme une branche de la vallée de Bresle. Les hauteurs de ce deuxième vallon sont boisées. Le chef-lieu est formé d'une seule rue, longue d'un kilomètre demi, sur la route de Paris au Tréport. Les maisons sont séparées par des enclos.

### Hydrographie
La commune est traversée par la ligne de partage des eaux entre les bassins hydrographiques Artois-Picardie et Seine-Normandie. Elle n'est drainée par aucun cours d'eau.

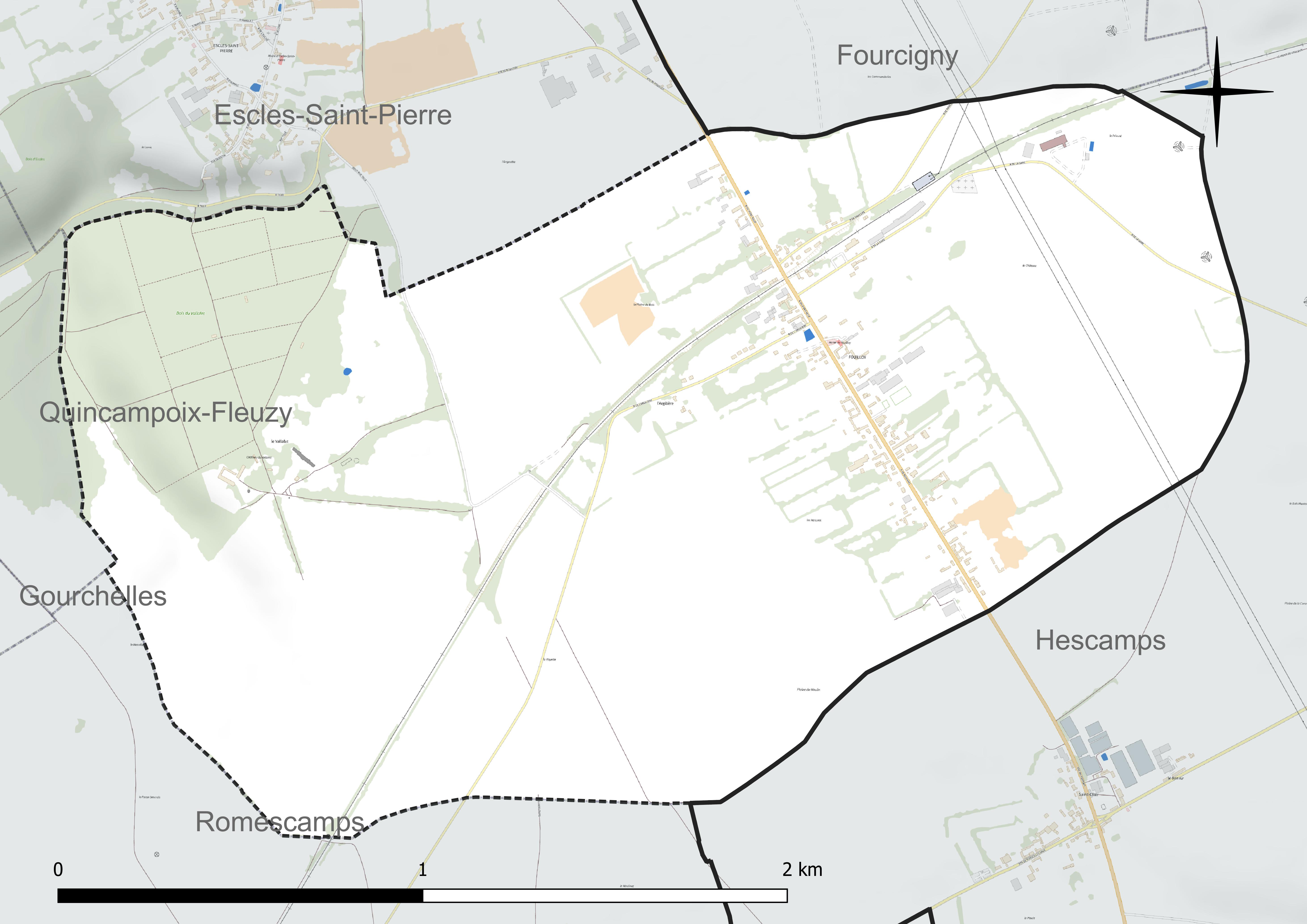
Réseau hydrographique de Fouilloy.

### Climat
Pour des articles plus généraux, voir Climat des Hauts-de-France et Climat de l'Oise.
En 2010, le climat de la commune est de type climat océanique altéré, selon une étude du CNRS s'appuyant sur une série de données couvrant la période 1971-2000. En 2020, Météo-France publie une typologie des climats de la France métropolitaine dans laquelle la commune est exposée à un climat océanique et est dans la région climatique Côtes de la Manche orientale, caractérisée par un faible ensoleillement (1 550 h/an) ; forte humidité de l'air (plus de 20 h/jour avec humidité relative > 80 % en hiver), vents forts fréquents.
Pour la période 1971-2000, la température annuelle moyenne est de 9,6 °C, avec une amplitude thermique annuelle de 13,6 °C. Le cumul annuel moyen de précipitations est de 857 mm, avec 13 jours de précipitations en janvier et 9 jours en juillet. Pour la période 1991-2020, la température moyenne annuelle observée sur la station météorologique la plus proche, située sur la commune de Saint-Arnoult à 11 km à vol d'oiseau, est de 10,4 °C et le cumul annuel moyen de précipitations est de 797,2 mm,. Pour l'avenir, les paramètres climatiques de la commune estimés pour 2050 selon différents scénarios d'émission de gaz à effet de serre sont consultables sur un site dédié publié par Météo-France en novembre 2022.

#### Climat de la Picardie
| Mois                        | Jan  | Fév  | Mar   | Avr   | Mai   | Jui   | Jui   | Aoû   | Sep   | Oct   | Nov  | Déc  | Année  |
| Températures minimales (°C) | 1    | 1,1  | 2,7   | 4,4   | 7,6   | 10,3  | 12,2  | 12,2  | 10,4  | 7,7   | 3,9  | 1,8  | 6,3    |
| Températures maximales (°C) | 5,6  | 6,5  | 9,4   | 12,4  | 16,2  | 18,9  | 21,0  | 21,3  | 18,9  | 14,8  | 9,4  | 6,5  | 13,4   |
| Températures moyennes (°C)  | 3,3  | 3,8  | 6,0   | 8,4   | 11,9  | 14,6  | 16,6  | 16,7  | 14,7  | 11,3  | 6,7  | 4,2  | 9,8    |
| Ensoleillement (h)          | 52,6 | 81,3 | 114,0 | 165,6 | 199,0 | 209,7 | 215,4 | 207,8 | 151,5 | 113,7 | 74,4 | 47,5 | 1637,9 |
| Pluviométrie (mm)           | 59,2 | 48,3 | 55,0  | 48,1  | 53,6  | 61,8  | 57,4  | 57    | 68    | 71,8  | 81,2 | 70,2 | 731,5  |

### Géographie humaine

#### Occupation des sols
L'occupation des sols de la commune, telle qu'elle ressort de la base de données européenne d'occupation biophysique des sols Corine Land Cover (CLC), est marquée par l'importance des territoires agricoles (83,2 % en 2018), une proportion identique à celle de 1990 (83,2 %). La répartition détaillée en 2018 est la suivante : 
terres arables (55,2 %), prairies (27,9 %), forêts (10,8 %), zones urbanisées (6 %). L'évolution de l'occupation des sols de la commune et de ses infrastructures peut être observée sur les différentes représentations cartographiques du territoire : la carte de Cassini (XVIIIe siècle), la carte d'état-major (1820-1866) et les cartes ou photos aériennes de l'IGN pour la période actuelle (1950 à aujourd'hui).

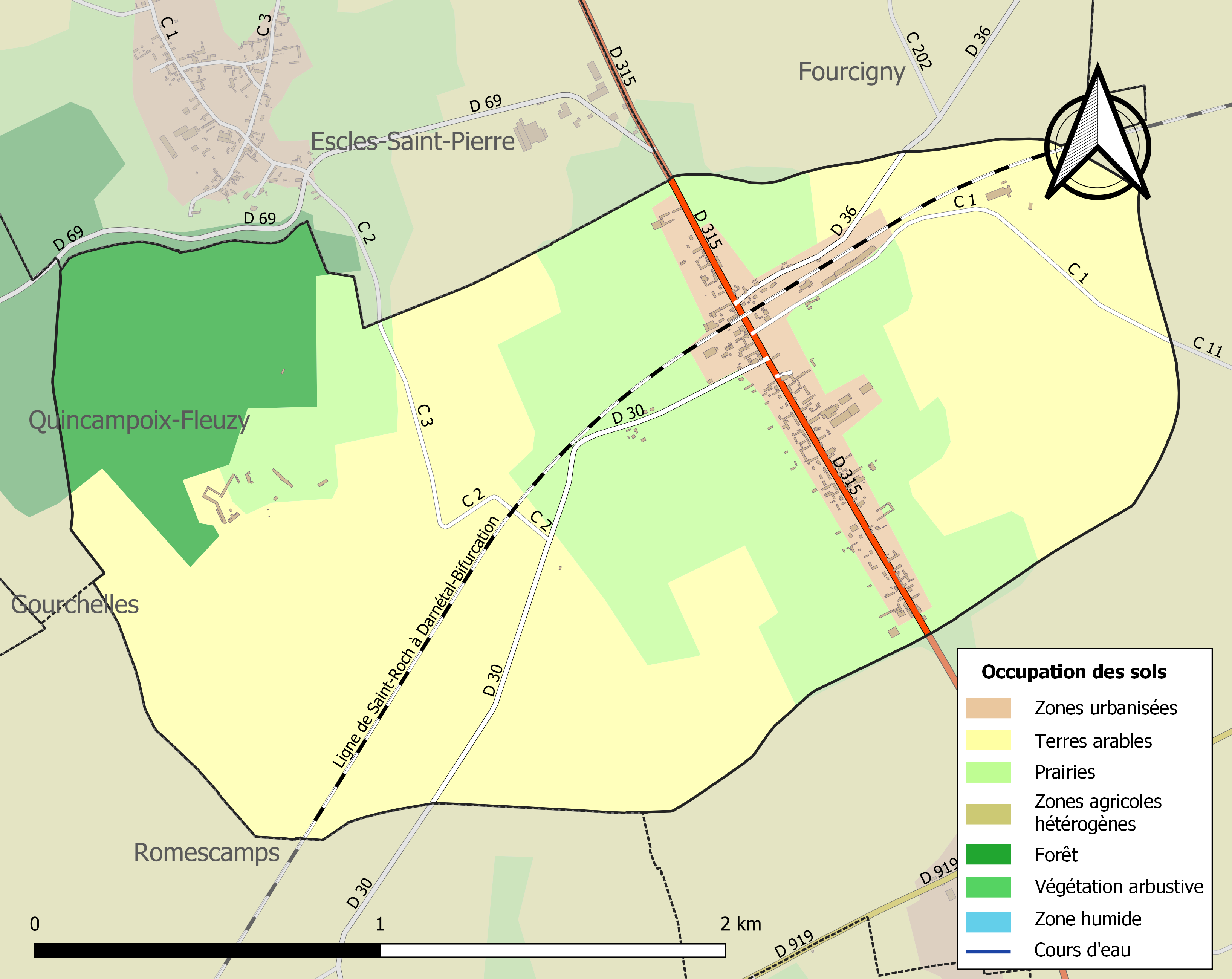
Carte des infrastructures et de l'occupation des sols de la commune en 2018 (CLC).

#### Lieux-dits, hameaux et écarts
Le Catez et le Vallalet.

## Urbanisme

### Typologie
Au 1er janvier 2024, Fouilloy est catégorisée commune rurale à habitat dispersé, selon la nouvelle grille communale de densité à sept niveaux définie par l'Insee en 2022.
Elle est située hors unité urbaine et hors attraction des villes,.

### Habitat et logement
En 2019, le nombre total de logements dans la commune était de 104, alors qu'il était de 103 en 2014 et de 99 en 2009.
Parmi ces logements, 83,7 % étaient des résidences principales, 7,7 % des résidences secondaires et 8,7 % des logements vacants. Ces logements étaient pour 97,1 % d'entre eux des maisons individuelles et pour 1,9 % des appartements.
Le tableau ci-dessous présente la typologie des logements à Fouilloy en 2019 en comparaison avec celle de l'Oise et de la France entière. Une caractéristique marquante du parc de logements est ainsi une proportion de résidences secondaires et logements occasionnels (7,7 %) supérieure à celle du département (2,4 %) et à celle de la France entière (9,7 %). Concernant le statut d'occupation de ces logements, 82,8 % des habitants de la commune sont propriétaires de leur logement (84,1 % en 2014), contre 61,4 % pour l'Oise et 57,5 pour la France entière.
| Typologie                                               | Fouilloy | Oise | France entière |
| ------------------------------------------------------- | -------- | ---- | -------------- |
| Résidences principales (en %)                           | 83,7     | 90,4 | 82,1           |
| Résidences secondaires et logements occasionnels (en %) | 7,7      | 2,4  | 9,7            |
| Logements vacants (en %)                                | 8,7      | 7,1  | 8,2            |

### Voies de communication et transports
La gare de Fouilloy est une halte SNCF desservie par les trains TER Hauts-de-France de la relation P45 Abancourt – Amiens.
La commune est desservie, en 2023, par les lignes 612, 6103, 6113, 6124 et 6152 du réseau interurbain de l'Oise.

## Toponymie
La localité a été désignée comme Fouilloys,  Fouilloi (Folloi en 1255).
Fouilloy est un terme dont l'origine remonte, selon toute vraisemblance, à l'époque féodale qui débute au Xe siècle. Le suffixe « étum » se transformant en « oy » ou « ay » dans la France du nord, se retrouve dans nombre de lieux désignés à partir d'un nom de plante (Aulnay, Aulnoye, lieu planté d'aulnes par exemple).

## Histoire

### Antiquité
Fouilloy était traversé par la voie romaine reliant Beauvais à Eu — prémisse de la route nationale 15 bis — et l'on y trouvait des monnaies romaines.

### Moyen Âge
Un château-fort existait à Fouilloy, dont les fondations existaient encore en 1850 au lieu-dit Le Catez, avec alors une double enceinte, profonde. de sept mètres, des restes de gros murs, et un pujits donnant accès à de vastes souterrains.
Un prieuré de la Vierge est fondé par les anciens comtes d'Aumale,  dont la collation appartenait à l'abbé de Saint-Fuscien.

### Epoque moderne
Avant la Révolution française, Fouilloy appartenait au comté, puis duché d'Aumale, au doyenné d'Aumale, au bailliage de Neufchâtel, à la généralité et à l'archidiocèse de Rouen.

### Époque contemporaine

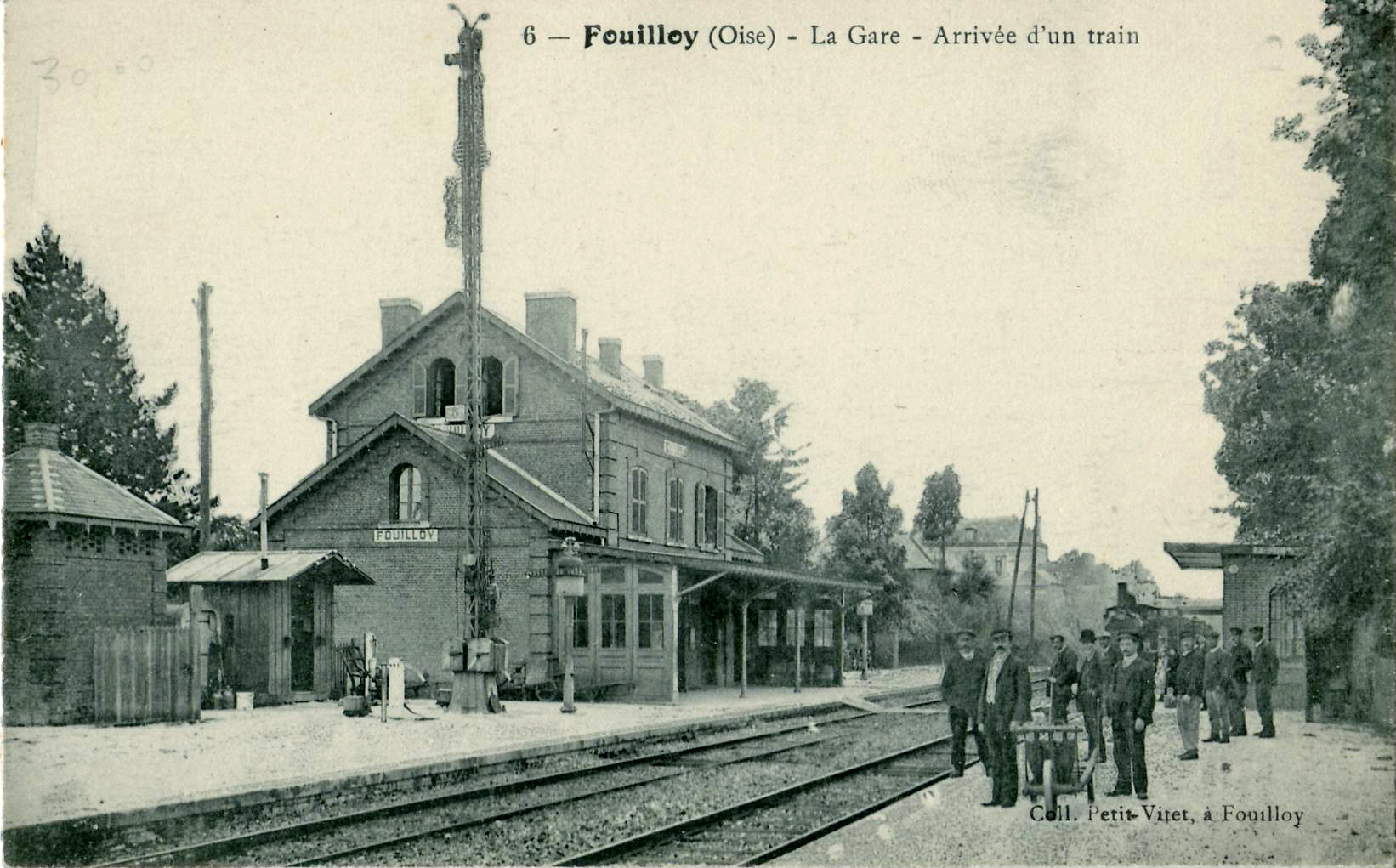
La gare au tout début du XX.

En 1850, la commune, qui compte 74 maisons, accueille une briqueterie dans son territoire. Une partie de la population vit alors de la fabrtication d'articles de bonneterie.
La gare de Fouilloy a été mise en service en 1867, facilitant les déplacements des habitants et le transporft des marchandises. Les bâtiments du bâtiment voyageur ont été démolis lors de l'électrification de la ligne de chemin de fer, vers 1980.
À la fin de la Première Guerre mondiale, un terrain d'aviation militaire a été aménagé entre Fouilloy, le hameau de Saint-Clair à Hescamps et le hameau de Carroix à Romescamps. Il accueillit notamment du 27 avril au 29 mai 1918 trois escadrilles du Groupe de bombardement n° 6 (GB6) du Groupement Ménard, les escadrilles n° BR 66, BR 108 et BR 111 volant sur avions Breguet XIV-B2.
Du 18 mai au 18 juin 1918, les escadrilles BR 29, 123 et 129 du GB 9 volant également sur Bréguet XIV-B2 les rejoignirent, ainsi que des escadrilles du GB5.
Le président du Conseil Georges Clemenceau visite le camp d'aviation le 17 ou le  19 mai 1918,.
Fouilloy est décorée de la Croix de guerre 1914-1918 par décret du 6 avril 1922.
Le corps communal de sapeurs-pompiers disparait en 1950.

## Politique et administration

### Rattachements administratifs et électoraux

#### Rattachements administratifs
La commune se trouve dans l'arrondissement de Beauvais du département de l'Oise.
Elle faisait partie depuis 1801 du canton de Formerie. Dans le cadre du redécoupage cantonal de 2014 en France, cette circonscription administrative territoriale a disparu, et le canton n'est plus qu'une circonscription électorale.

#### Rattachements électoraux
Pour les élections départementales, la commune fait partie depuis 2014 du canton de Grandvilliers
Pour l'élection des députés, elle fait partie depuis 1986 de la deuxième circonscription de l'Oise.

### Intercommunalité
Fouilloy fait partie de la communauté de communes de la Picardie verte, un établissement public de coopération intercommunale (EPCI) à fiscalité propre créé en 1996 et auquel la commune a transféré un certain nombre de ses compétences, dans les conditions déterminées par le code général des collectivités territoriales.
Cette intercommunalité regroupe l'ensemble des communes des anciens cantons de Formerie, Grandvilliers et Marseille-en-Beauvaisis, ainsi que certaines communes de l'ancien canton de Songeons.
La commune fait également partie du « Grand Beauvaisis », l'un des seize pays a constituer le « Pays de Picardie ».
En 2017, la commune est également membre de plusieurs syndicats communaux :
- Syndicat d'énergie de l'Oise
- Syndicat intercommunal d'adduction d'eau potable de Blargies
- Syndicat intercommunal de regroupement scolaire du RPI de Romescamps
- Syndicat mixte Oise très haut débit[23].

### Liste des maires
| Période                                  | Période                       | Identité        | Étiquette                | Qualité                                                                 |
| ---------------------------------------- | ----------------------------- | --------------- | ------------------------ | ----------------------------------------------------------------------- |
| Les données manquantes sont à compléter. |                               |                 |                          |                                                                         |
| 1912                                     | 1924                          | Albert Dumonchy |                          |                                                                         |
| Les données manquantes sont à compléter. |                               |                 |                          |                                                                         |
|                                          |                               | Robert Geffroy  |                          |                                                                         |
| Les données manquantes sont à compléter. |                               |                 |                          |                                                                         |
| mars 1988                                | juin 1995                     | Yves Fizet      |                          |                                                                         |
| juin 1995                                | mars 2001                     | Patrick Fizet   |                          | Fils d'Yves Fizet Enseignant puis directeur de SEGPA                    |
| mars 2001                                | 2005                          | Annie Geffroy   |                          | Démissionnaire                                                          |
| septembre 2005                           | juillet 2020                  | Patrick Fizet,  | UDF puis MoDem puis LREM | Enseignant puis directeur de SEGPA, suppléant de la députée Agnès Thill |
| juillet 2020,                            | En cours (au 16 juillet 2020) | Muriel Caron    |                          |                                                                         |

### Jumelage
- Chiuiești  (Roumanie)[32].

## Équipements et services publics

### Eau et déchets
L'adduction en eau potable est réalisée par le syndicat des eaux de Blargies, dont le captage alimente également Lannoy-Cuillère, Saint-Valery, Broquiers, Moliens, Monceaux-l'Abbaye, Romescamps, Saint-Thibault, Escles-Saint-Pierre, une partie de Sarcus, Saint-Arnoult, Blargies, Abancourt)  Hescamps Saint Clair et Criquiers.

### Enseignement
Les enfants de la commune sont scolarisés avec ceux d'Escles-Saint-Pierre,  Gourchelles et Romescamps dans le cadre de l'école des Quatre villages-R.-Cocu à Romescamps, un regroupement pédagogique concentré construit en 2017,.

### Culture
Outre la salle polyvalente Ehzhan-Palcy, une bibliothèque est aménagée par une habitante en 2020 dans le bâtiment de l'ancienne pompe à incendie de la commune,  datant des années 1850. Cet équipement porte le nom d'un ancien maire-adjoint, Lionel Eudelin.

### Tourisme
La place Carle, ancienne place communale du village, située le long de l'ancienne route nationale et aménagée pour des pique-niques.

## Population et société

### Démographie

#### Évolution démographique
L'évolution du nombre d'habitants est connue à travers les recensements de la population effectués dans la commune depuis 1793. Pour les communes de moins de 10 000 habitants, une enquête de recensement portant sur toute la population est réalisée tous les cinq ans, les populations de référence des années intermédiaires étant quant à elles estimées par interpolation ou extrapolation. Pour la commune, le premier recensement exhaustif entrant dans le cadre du nouveau dispositif a été réalisé en 2004.

En 2022, la commune comptait 217 habitants, en évolution de +12,44 % par rapport à 2016 (Oise : +0,87 %, France hors Mayotte : +2,11 %).
| 1793 | 1800 | 1806 | 1821 | 1831 | 1836 | 1841 | 1846 | 1851 |
| ---- | ---- | ---- | ---- | ---- | ---- | ---- | ---- | ---- |
| 258  | 284  | 317  | 265  | 270  | 275  | 274  | 281  | 290  |

| 1856 | 1861 | 1866 | 1872 | 1876 | 1881 | 1886 | 1891 | 1896 |
| ---- | ---- | ---- | ---- | ---- | ---- | ---- | ---- | ---- |
| 268  | 260  | 247  | 251  | 253  | 253  | 232  | 263  | 217  |

| 1901 | 1906 | 1911 | 1921 | 1926 | 1931 | 1936 | 1946 | 1954 |
| ---- | ---- | ---- | ---- | ---- | ---- | ---- | ---- | ---- |
| 212  | 220  | 207  | 245  | 249  | 244  | 216  | 203  | 213  |

| 1962 | 1968 | 1975 | 1982 | 1990 | 1999 | 2004 | 2006 | 2009 |
| ---- | ---- | ---- | ---- | ---- | ---- | ---- | ---- | ---- |
| 269  | 284  | 255  | 206  | 177  | 194  | 193  | 199  | 207  |

| 2014 | 2019 | 2022 | - | - | - | - | - | - |
| ---- | ---- | ---- | - | - | - | - | - | - |
| 195  | 214  | 217  | - | - | - | - | - | - |

#### Pyramide des âges
La population de la commune est relativement jeune.
En 2018, le taux de personnes d'un âge inférieur à 30 ans s'élève à 34,6 %, soit en dessous de la moyenne départementale (37,3 %). À l'inverse, le taux de personnes d'âge supérieur à 60 ans est de 27,1 % la même année, alors qu'il est de 22,8 % au niveau départemental.
En 2018, la commune comptait 95 hommes pour 112 femmes, soit un taux de 54,11 % de femmes, largement supérieur au taux départemental (51,11 %).
Les pyramides des âges de la commune et du département s'établissent comme suit.
| Hommes | Classe d’âge | Femmes |
| ------ | ------------ | ------ |
| 1,0    | 90 ou +      | 0,0    |
| 8,2    | 75-89 ans    | 10,3   |
| 18,4   | 60-74 ans    | 16,4   |
| 24,5   | 45-59 ans    | 19,0   |
| 17,3   | 30-44 ans    | 16,4   |
| 15,3   | 15-29 ans    | 16,4   |
| 15,3   | 0-14 ans     | 21,6   |

| Hommes | Classe d’âge | Femmes |
| ------ | ------------ | ------ |
| 0,5    | 90 ou +      | 1,4    |
| 5,5    | 75-89 ans    | 7,6    |
| 15,6   | 60-74 ans    | 16,3   |
| 20,8   | 45-59 ans    | 20     |
| 19,4   | 30-44 ans    | 19,4   |
| 17,6   | 15-29 ans    | 16,2   |
| 20,6   | 0-14 ans     | 19,1   |

### Vie associative
Le comité des fêtes anime le village.
On compte également l'association Culture Loisirs Animation de Fouilloy.

## Économie
- La coopérative Biocer est la plus grande coopérative bio du nord de la France. Elle dispose depuis 2010  d'un silo qui approvisionne en céréales le Nord de la France, la Belgique et les Pays-Bas, situé dans les emprises de l'ancienne gare de Fouilloy[42],[43].

## Culture locale et patrimoine

### Lieux et monuments

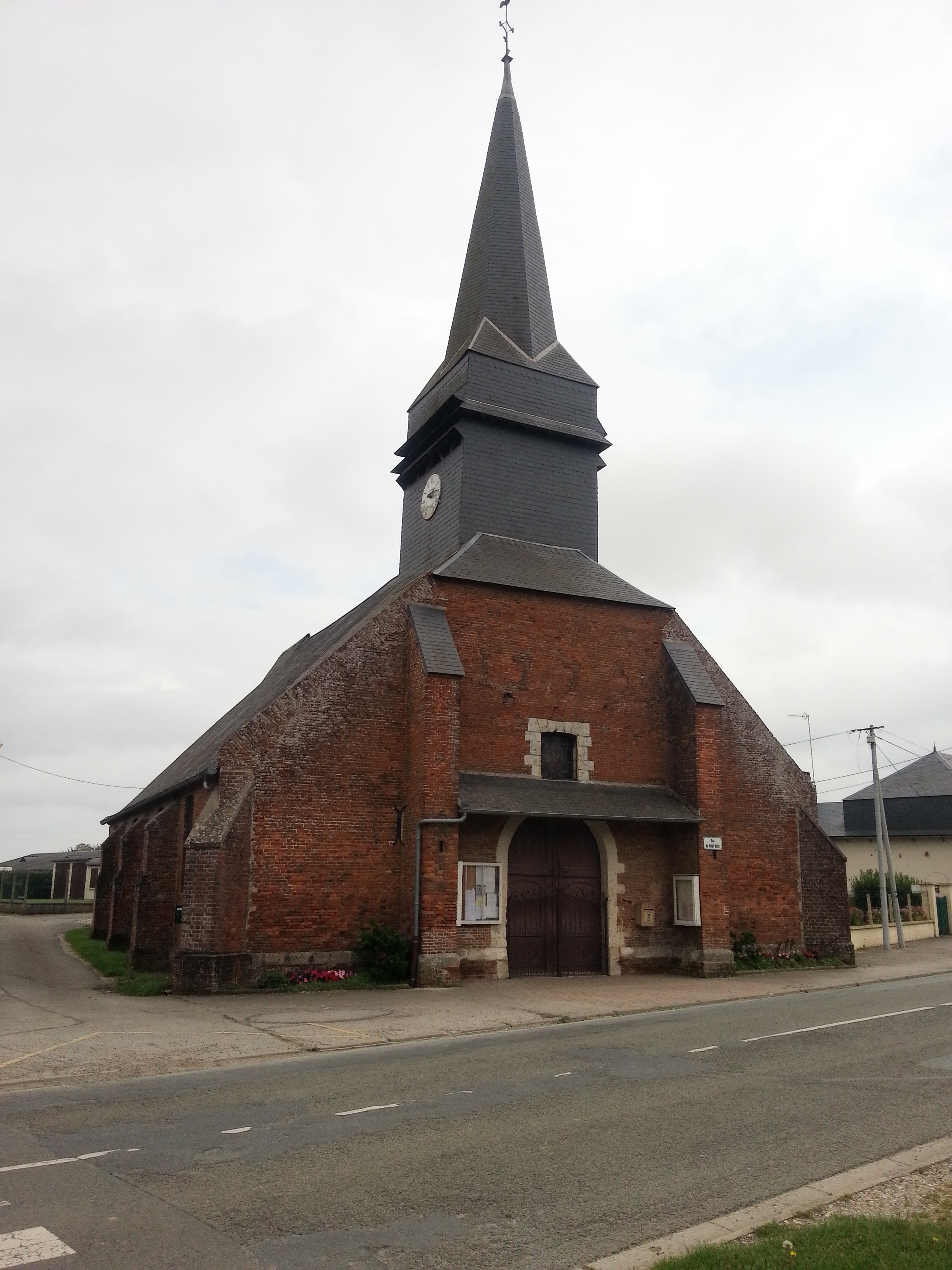
Église de Fouilloy.

- Église paroissiale Notre-Dame-de-l'Assomption, construite au XVIIIe siècle, en brique avec de rares insertions de pierre. Le portail porte la date de 1773
L'intérieur est notable par l'imposant retable du maître-autel, aux magnifiques boiseries Louis XVI. La grille de chœur et le lutrin sont de la même époque. On signalera également un beau Christ provenant de l'ancienne poutre de gloire et une cuve baptismale en pierre du XIIe siècle, à décor de godrons[44].

- Château du Vallalet, construit en brique au début du XVIIIe siècle, par la famille de Chérie (d'Aumale), et son parc .

### Personnalités liées à la commune
- Louis Briet de Rainvilliers, ancien conseiller général et député de la Somme, décédé à Fouilloy, au Vallalet, en 1907.